# 샹그리라 (소설)
샹그리라(SHANGRI-LA, 일본어: シャングリ・ラ 샨구리・라[*])는 이케가미 에이치의 과학 소설이다. 2008년 만화화되었고, 2009년 텔레비전 애니메이션으로 방영되고 있다. 무대는 가까운 미래의 도쿄도로, 이케가미 에이치의 작품 중 처음으로 오키나와 이외의 장소를 무대로 설정했다.

## 개요
월간 뉴타입(가도카와 쇼텐 발행)에 2004년 4월호부터 2005년 5월호까지 연재되었다. 삽화는 요시다 겐이치가 담당했다. 2008년 하야카와 쇼보의 〈SF가 읽고 싶다! 국내편〉에서 3위, 〈책의 잡지〉 선정 2005년 베스트 10에서 2위, 2006년 〈이 미스터리가 대단해! 국내판〉에서 16위에 올랐다. 2005년 9월 22일 단행본판이, 2008년 10월 22일 문고판 상권, 10월 25일 하권이 발매되었다. 대한민국에는 2007년 8월 10일 단행본이 출간되었다.
배경 및 소재들로 '파괴된 환경', '엄격한 신분제 사회', '천상 세계와 지상 세계라는 이분법적 설정', '범죄와 폭력이 난무하는 비정한 사회', '구세주적 존재인 주인공' 등 정통 과학 소설의 조건들을 다루고 있다. 사실성을 확보한 설정, 애니메이션을 보는 듯한 과장된 등장인물들에 대한 묘사 등을 기존 SF와 차별화된 특징으로 보기도 한다. 다만 일본의 팽창주의적 시각을 반영한 내용이 곳곳에 드러난다는 비판이 있다.
2008년 작화로 만화화되어 계간 《에이스 어설트》(가도카와 쇼텐) SPRING호부터 연재가 시작되었다. 이후 《월간 소년 에이스》(가도카와 쇼텐)로 옮겨와 2009년 1월호부터 연재가 계속되고 있다.
2009년 4월 5일부터 텔레비전 애니메이션이 방송되고 있다.

## 배경
21세기 중엽, 멈추지 않는 지구 온난화에 대응하기 위해 유엔은 예전에 교토 의정서에서 합의된 이산화탄소 감축폭을 큰 폭으로 웃도는 의결을 강행 체결한다. 그 결과 경제 시장은 주가로부터 탄소로 옮겨졌으며 이산화탄소 배출량에 준해 나라의 탄소지수를 변동시켜 해당 국가 국민들에게 탄소세를 부과하게 된다. 이는 가스 배출량을 줄여 지구 온난화를 막으려는 의도였다.
도시 열섬 현상으로 사계절의 구분이 사라지고 도쿄 도는 열대 기후로 변했다. M 7.5의 제2차 간토 대지진이 일어나 도시기능이 완전히 멈춘 도쿄 도에도 탄소세(炭素稅)는 어김없이 부과되었다. 일본 정부는 도쿄 평균기온을 5도 내리는 국가 프로젝트를 시작하고 유전자 조작을 한 열대 식물을 심는다. 옥상 녹화만으로는 급속한 온난화를 막을 수 없다고 판단한 정부는 도시 일부를 포기하고 인공 건조물로 도시기능을 이전하기로 결정한다.
그로부터 수십 년에 걸쳐 해발 4천 미터에 새로운 도쿄, 공중도시 '아틀라스'가 태어나고 있었다. 원래 도시 인구 전체를 이주시킬 계획이었으나 실제로는 350만 명의 자리만 허용되어 있었다. 일본 정부는 아틀라스로 이주했으며 아틀라스 중심의 정책만 집행하게 되었다.
도쿄는 세계 최대 규모의 삼림도시가 되었고 이산화탄소 배출 삭감량 또한 최대가 되었으나, 지상에 남은 사람들은 무서운 속도로 거주지를 잠식해 들어오는 돌연변이 식물들 및 스콜 폭우에 힘겹게 맞서 싸우고 있었다. 그러나 열악한 환경에도 불구 정부는 이들에게 아틀라스 주민들과 똑같은 탄소세를 부과하고 있었다.

## 등장인물
애니메이션판은 등장 인물들의 세부적인 설정이 소설판과 약간 다르며, 새로운 인물들도 여럿 등장한다. 이하 성우는 텔레비전 애니메이션.

### 두오모
호조 구니코(北条 國子, ほうじょう くにこ）
성우: 다카하시 미카코
반정부 조직 메탈 에이지의 총통. 의지가 강하며 침착한 소녀. 상대방의 미간을 가볍게 두드려 마음을 진정시킨다거나, 상대방이 적인지 아군인지 순간적으로 파악해내는 등 비범한 능력을 갖고 있다. 지구(地區) 주민들에게 신뢰를 얻고 있으며 선천적인 카리스마로 통솔력도 갖추고 있다.
탄소 나노튜브 재질의 채찍과 부메랑을 무기로 사용한다. 부메랑을 이용한 공격은 전차를 두동강 낼 정도로 강력하나 취급법이 까다로워 모모코의 지도가 필요하다.
16살 때 학교 건물에 최루액을 뿌린 테러리스트 죄목으로 체포, 소년원에 들어간다. 구니코의 신병을 확보하기 위해 정부군이 테러리스트를 가장한 것이었지만, 자기 대신 체포된 친구를 구해내기 위해 진범이라고 자백, 소년원에 들어간다. 수용소에서 2년간 명상과 사색의 나날을 보낸 뒤 출소한다.
본인은 모르고 있지만 아틀라스 계급 트리플A(AAA)로 아틀라스의 '후계자'이다. 구속영장을 자주 발부받음에도 '후계자'에 걸맞은 깔끔한 경력이 요구되므로 공사 관계자가 기록을 곧바로 말소한다. 그녀의 신병은 공사 관계인에게 은밀하게 보호받고 있다.
스리사이즈는 78-54-83. 초반 전개에서는 소년원 수감 이전 다니던 학교의 세일러복을 입고 있다. 가슴이 작은 것이 고민. 궁지에 몰리면 엄지손톱을 물어뜯는 버릇이 있다. 모모코와의 대화는 거의가 야한 얘기들.
모모코(モモコ)
성우: 나카타 죠지
뉴하프. 나이는 자칭 '영원한 28세'라고 하나 실제로는 40세 정도. 신오쿠보로 도망쳐 왔을 때 아직 어렸던 구니코에게 도움을 받았다. 그로부터 구니코의 보호자가 되어 정성껏 키웠다. 구니코에게 있어 그는 사생활 차원으로는 어머니요, 전투에서는 사범이나 마찬가지이다.
일찍이 롯폰기에서 퍼브 '열대어'를 경영하여 도쿄 제일의 뉴하프퍼브라고 불렸으나, 15년 전 정부가 롯폰기를 포기하여 일대가 숲에 파묻혔다. 아틀라스로 이주하여 한번 더 가게를 여는 것이 꿈이었지만 미코가 아틀라스 이주복권에 당첨되어 떠나면서 꿈을 버린다. 원래 퍼브가 있던 건물이 아틀라스로 이전할 예정이었으나, 이전료 입금일 하루 전날 가게 종업원이 어머니 수술비용에 대해 상담하자, 대신 수술비를 내 주어 이전료를 지불하지 못하게 되었다.
스리사이즈는 90-60-88. 뉴하프가 되기 전 유명한 유도 선수였다. 귀가 유도 선수 특유의 생김새를 하고 있어 남이 볼 수 없게 머리카락으로 덮고 있다.
다케히코(武彦, たけひこ)
성우: 호리우치 켄유
20년동안 반정부운동에 참여하고 있는, 메탈 에이지의 참모. 나이는 30대 후반. 삼림화와 아틀라스 계획을 백지로 만들기 위해 지상 A등급 소녀들의 납치, 살해에 손을 댄다.
호조 나기코(北条 凪子, ほうじょう なぎこ）
성우: 쿄다 히사코
구니코의 양친. 신오쿠보 지대를 다스리고 있던 노파로 메탈 에이지의 전 총통. 메탈 에이지의 후계자로서 구니코를 양녀 삼았다. 전투로 소수가 희생되는 것 정도는 크게 개의치 않는 성격. 오히려 그러한 사상자들을 아군의 사기를 높이는 데 이용한다.
이전에 '아시아의 폭룡(暴龍)'으로 불렸던 전설적 카보니스트. 아틀라스 공사의 초대 총재로 계획의 중추에 관련되어 있었다.
초(趙, ちょう)
중국인 노파. 이케부쿠로의 한 건물에 살고 있으며, 정부의 삼림화 계획에 주변이 침식됨에도 불구하고 건물을 지키고 나가려 하지 않았다. 모모코의 설득으로, '상담' 역할을 맡는다는 조건으로 두오모로 온다.
후루카와(古河, ふるかわ)
성우: 카키하라 테츠야
메탈 에이지의 물리화학연구소 스태프. 우울증에 걸려 있었으며 모모코가 '치료해 주겠다'라는 말로 뉴하프의 세계에 끌려들어가 더욱 이상해졌다.
요시에(芳恵, よしえ)
레이디스(폭주족). 구니코에게 스카우트되어 카본딜러가 되었으며, 숨겨져 있던 딜러로서의 재능을 발휘하게 된다.
야마자키 도모카(山崎 友香, やまざき ともか)
성우: 야마시타 유리에
애니메이션 판 오리지널 캐릭터. 여고에 재학 중. 조금 우울해 보이는 인상이지만, 유리와 함께 구니코의 좋은 친구이다.
가마고오리 유리(蒲郡 由里, がまごおり ゆり)
성우: 미사와 사치카
애니메이션 판 오리지널 캐릭터. 느긋하고 매사가 낙천적인 소녀. 성(姓)이 마음에 들지 않아 빨리 결혼하고 싶어한다.

### 정부군
구사나기 구니히토(草薙 国仁, くさなぎ くにひと)
성우: 이시이 마코토
육군 제10고사특과대대의 군인으로 계급은 소좌. 정의감에 불타며 거짓말을 할 줄 모르는 우직한 성격. 평범한 집안에서 태어났기 때문에 초기 아틀라스 계급은 F였으나 마셜 제도 임무 중 아틀라스의 소리를 듣고 '후계자' 후보로 인정받아 랭크가 트리플A로 급상승한다.

### 아틀라스
미쿠니(美邦, みくに)
성우: 아리가 유이
아틀라스 제6층 궁전 영빈관에 살고 있는 8세의 소녀. 상대의 진의를 간파하는 능력이 있어 그녀 앞에서 거짓말을 하는 자들은 처참한 몰골로 죽음을 당한다. 교원병을 앓고 있어 태양빛을 쏘일 수 없기 때문에 빛이 들어오지 않도록 차단 장치가 되어 있는 실내에서 생활하며, 아틀라스 일식(日蝕) 등 빛이 약해졌을 때에만 실외로 나올 수 있다. 이동할 때는 우차(牛車)로 이동한다. 아틀라스의 '후계자' 후보이며 그녀가 머무르는 궁전은 철저히 보호받고 있다. 구세대의 미야케 출신.
사요코(小夜子, さよこ)
성우: 이시즈카 리에
미쿠니를 옆에서 보좌하는 여의사. 원래는 도쿄 대학교 대학병원 의사였다. 아틀라스 정부가 미쿠니의 교육 담당자로 지목, 소환하였다. 미쿠니가 아틀라스의 정당한 후계자임을 인정받게 하기 위해 심혈을 기울여 교원병 치료약 개발을 서두른다. 도착증이 있어 험담을 들으면 희열에 사로잡힌다. 흰 블라우스에 흰 옷만 입고 다니며 치장에 신경을 쓰지 않는다.
나루세 료코(鳴瀬 涼子, なるせ りょうこ)
성우: 이가라시 레이
사요코의 후임 의사. 도쿄대학교 병원에서 면역학을 전공했다. 사요코와는 정반대로 화려한 용모의 여자. 할아버지는 전 수상 나루세 게이이치로 집안, 미모, 두뇌, 운동신경 등을 고루 갖춘 완벽한 여자. 타인에게 좌절감을 맛보게 하는 것이 취미로 1등을 달리던 사람을 나락으로 떨어뜨리는 것을 즐긴다. 아틀라스 계급은 더블A로 불체포특권이 있다.
소설판에서는 사요코가 사망(사실 죽지 않았음)하여 후임자로 배정받으나, 애니메이션에서는 에피소드 초반부터 아틀라스 수뇌진으로 등장한다.
이시다 카린(石田 香凜, いしだ かりん)
성우: 이구치 유카
아틀라스에서 살고 있는 10세 소녀. 부모님은 카보니스트이며 언니들도 탄소 관련 산업계에서 일하고 있다. 이전 체험학습으로 지상을 방문한 경험으로 '더럽고 불쾌한' 지상에 대해 지독한 혐오감을 갖게 되었다. 따라서 당시 다니던 학교 커리큘럼에 '체험학습'이 있다는 이유만으로 통신교육으로 교육기관을 바꿔 버린다. 통신교육으로 대학원을 졸업하고 경영학석사까지 따내는 등 비상한 두뇌의 소유자.
부모님이 일로 바빠서 함께 보낼 시간이 없기 때문에 부모님이 일을 하지 않아도 살 수 있을 정도의 돈을 벌 목적으로 마셜 제도 중 한 곳에 '이시다 파이낸스'라는 금융 리스회사를 차리며, 대학교 재학 시절 만났던 동료들 몇과 함께 세계의 경제탄소를 장악하려 한다.
러브
예전 모모코가 운영하던 가게 '열대어'에서 일하던 오카마. 모모코가 아틀라스 이전료를 지불하기 전날 밤 어머니 수술비가 없다는 이유로 울면서 돈을 꿨다. 그러나 그것은 가게의 권리를 모모코에게서 빼앗아 자기의 것으로 만드려는 계획이었으며 모모코 몰래 아틀라스로 이주, 제3층 신롯폰기에 뉴하프 퍼브 '열대어'를 연다. 신롯폰기에서 미코와 재회한다.
미코
성우: 오오츠카 호추
원래 이름은 구마가야 데츠오. 모모코의 파트너로 역시 오카마이며, 여장한 스모 선수를 연상케 하는 용모의 소유자이다. 도겐자카에서 모모코와 만나 그녀의 퍼브에서 함께 일했다. 추한 용모를 갖고 있었기 때문에 열대어에서는 '다른 오카마들을 돋보이게 하기 위한 역할'을 맡았다. 두오모로 이주하여 살던 중 아틀라스 이주 복권에 당첨되어 모모코 일행과 작별을 고한다. 이주한 뒤 신롯폰기를 배회하던 중 러브를 만나게 되며, 그가 모모코를 속인 것을 알게 된다. 이후 뜻하지 않은 상황에서 높은 전투력을 발휘, 이를 지켜보던 사요코의 눈에 띄어 미쿠니의 궁녀로 들어간다. 원래는 시간떼우기용으로 고용된 것이었으나, 미쿠니의 맘에 들게 되어 계속 그녀의 보좌역을 담당하게 된다.

### 기타
세르게이 타르샨
소리: 나카무라 히데토시
뉴욕에 살고 있는 남자로, 아르메니아계 미국인이다. 등장시 카린의 업무 파트너 중 한 명으로 나오나, 찬이나 클라리스와는 달리 업무 외 필요없는 말은 하지 않는다. 카린 몰래 또다른 메두사를 만들어 몰디브에 숨겨 놓았다.
찬(長)
성우: 요시노 히로유키
싱가포르 국적의 남자로, 25세. 카린의 업무 파트너. 폭주하는 메두사를 멈추려고 한다.
클라리스
성우: 와타나베 구미코
독일 여성. 역시 카린의 업무 파트너이다. 허영심으로 가득한 모습을 보여준다.
가시마 경부(鹿島 警部)
경호원. 공사의 명령에 따라, 비밀리에 카린의 신변을 보호하고 있다.

## 세부 설정

### 장소
아틀라스
도쿄 도 중심부에 세워져 있는 인공 건축물로 지상 4천 미터 상공에 있는 공중 도시이다. 13개의 지주로 고정되어 있으며 전체 13층. 소설 시작 시점에서는 건설이 시작된 지 50년이 지났다고 나오며, 제8층까지 완성된 상태이다. 1개 층 면적은 650만 평방미터에 이른다. 도시의 뼈대 90퍼센트 이상이 탄소재로 만들어져 있으며 이 때문에 막대한 하중을 견딜 수 있다. 계절 없이 연중 무더운 지상과는 달리 온화한 기후를 유지하고 있다.
아틀라스 시민이 되는 방법은 두 가지로, 하나는 건설비로 쓰이는 아틀라스 국채를 사는 것이지만 터무니없이 비싸기 때문에 서민은 꿈도 꾸지 못한다. 다른 하나는 연중 실시되는 이주 복권 이벤트에 당첨되는 것. 당첨자들은 합법적으로 지상을 떠나 공중도시에 정착할 수 있는 권리를 얻는다.
- 제3층 : 신롯폰기
- 제4층 : 20년 전 메탈 에이지가 이 곳에 쳐들어와 두 달 동안 정부군과 격전을 벌였다. 정부는 500명의 반군을 제압하기 위해 30만 명의 4층 거주민들을 함께 희생하는 강경책을 썼으며, 4층은 이후 시간이 멈춘 유령도시가 되었다.
- 제5층 : 신가스미가세키. 정부 주요 시설이 입주해 있으며 따라서 가장 삼엄하게 보호받고 있다. 아틀라스 공사도 여기에 위치.
- 제6층 : 신영빈관이 있는데, 여기는 6층 면적의 3할을 차지하고 있다.
- 메가샤프트 : 아틀라스 인공지반을 지탱하는 지주(支柱). 기둥 내부는 한때 지하철로 사용되었으며, 소설에서는 고속 엘리베이터가 설치되어 층간 이동 통로로 사용된다.

신오쿠보
삼림화 정책에 저항하는 메탈 에이지 운동의 거점 역할을 하는 곳. 시내 주위를 견고한 바리케이드로 둘러싸고 있다.
두오모
신오쿠보에 있는, 구니코 일행이 거주하는 건물. 계획 없이 증축과 개축을 반복하여 소설에서는 미로 수준으로 복잡하게 지어져 있는 건물. 정부의 정책에 항의하는 의미를 갖는 굴뚝 여러 개가 세워져 있다.
- 두오모의 굴뚝 : 아틀라스가 한 층씩 올라갈 때마다 항의하는 의미로 1개씩 추가로 세워진다. 굴뚝으로 대량의 연기(이산화탄소)를 뿜어 탄소지수를 급등시켜, 아틀라스의 부유한 카보니스트들을 곤란하게 만드는 것이 목적.

아키하바라
치외 법권 지구이자 비무장지대. 삼림화를 교묘하게 피했으며 아시아 최대의 암시장이 형성되어 있다. 정부 및 반정부 조직 모두 필요한 물건을 여기서 습득한다. 브로커들은 철저히 중립을 지키며 눈앞에서 전투가 일어나더라도 누구의 편도 들지 않는다.

### 조직
메탈 에이지
정부의 급진적 탄소정책에 맞서 싸우는 저항단체. 총통은 호조 구니코.
아틀라스 공사
아틀라스 건설을 주관하는 공사로 그 권력은 정부보다 막강하다. 건설에 필요한 막대한 자금을 어디선가 조달해 온다. 건물의 겉모습은 이즈모 다이샤를 본땄다.
L.T.C.I
카린이 하버드 대학교 재학 중 만난 동료들과 함께 세운 회사. 회사명은 동료들의 이니셜을 따서 붙였음. 경제탄소 예측 시스템 메두사를 개발한다. 지구 상 경제탄소를 파악하여 변동을 예측하여 투자회사, 은행, 탄소 채무국 어디도 손해를 보지 않는 체계를 만들어, 카보니스트의 세계 경제권 독식을 목표로 한다.
이시다 파이낸스
카린이 세운 금융 회사. 장소는 마셜 제도로, 이 곳이 조세 피난처임을 이용한 것이다. L.T.C.I와 연동하여 가동된다.

### 주요 용어
탄소세
이산화탄소를 배출하는 모든 공업제품에 부과되는 세금. 아틀라스에 사는 부유층도, 지상에 사는 빈곤층에게도 똑같이 부과되며, 이 불공평함은 지상 시민들이 메탈 에이지를 지지하게 만드는 힘이다.
탄소지수
탄소세를 결정하는 지수. 구세대의 주가 지수에 해당되는 개념.
실질탄소
지구 온난화의 원인이 되는 대기 중의 탄소.
경제탄소
실질탄소를 분할 삭감할 경우 발생하는 이자 개념의 탄소. 시장에서 수시로 변동하며, 실체적 개념은 아니다. 자본주의 몰락 이후의 탄소 경제를 움직이는 힘.
랭크(계급)
일본 정부가 납세액에 비례하여 국민들에게 매기고 있는 기호로, A부터 G까지 있다. 이 중 아틀라스에 이주할 자격을 갖는 자들은 E부터이다. 계급 한 단계를 올리는 데 2세대 이상 걸린다. A계급의 인간들은 사람을 죽여도 책임을 면할 수 있는 특권이 있다. 민간인이 올라갈 수 있는 최고 등급은 B로 A는 각료 수준. 민간인 중에도 아틀라스에 관련된 공적을 세울 경우 특별히 계급이 올라가기도 하며, 특수 임무를 맡게 될 경우 강제적으로 A를 받는 경우도 있다. 다만 높은 계급을 하사받을수록 그에 합당한 신병상의 위험을 함께 안게 된다.
카보니스트
경제탄소의 거래를 통해 부를 축적하게 된 시장주의자들.
메두사
성우: 카키하라 테츠야
카린이 만든 경제탄소 예측 시스템의 이름. 본체는 조세 피난처 마셜 제도 해저에 있다. 제작은 시스템 엔지니어 클라리스가 담당. 기본적으로 생존본능 및 강박관념을 느끼도록 프로그래밍 되어 있다. 타르샨이 만든 '제2의 메두사' 토벌 과정을 통해 학습한 것을 바탕으로 카린의 상상을 훨씬 뛰어넘어 성장, 탄소 제로의 세계를 목표로 하게 된다.
이카루스
유엔 소유의 인공 위성. 전 세계의 탄소 배출량을 실시간 감시하여 열원(熱原)을 발견하면 지상으로 즉시 보고, 탄소지수에 반영하도록 한다.
핵무기
구세대에서는 전쟁 억지력을 가졌으나, 탄소 시대로 와 천덕꾸러기가 된 무기. 핵무기를 사용한 나라에는 탄소 지수 100배라는 페널티가 부과된다.
지진제(地鎮祭)
아틀라스가 층을 늘려 갈 때마다 거행되는 의식. 아틀라스 계획을 처음 발동했을 때 완벽하게 공사가 이루어지도록 공사계획이 프로그래밍 되었음에도 불구하고 사고가 일어나자 타르샨의 조언에 따라 행해지게 되었다. 그러나 그 실체는 지상에서 이주해 온 시민들 중 소녀를 간지 방위에 따라 제물로 바치는 것. 지진제가 예고될 경우 공사 간부 사원은 아무리 중요한 회의 도중이라도 지진제에 먼저 참석해야 한다. 지진제를 목격한 자들은 정신이상이 되거나 회사를 그만두는 경우가 많다. 그러나 실체를 외부에 알리는 것은 엄금되어 있으며 비밀을 지킬 수 없을 것으로 판단되는 사람은 암살 부대의 손에 죽음을 당한다.
의태재(擬態材)
아틀라스 공사가 아틀라스 계획 중 발명한 신소재. 프로그램 조작에 따라 어떠한 형태로도 모양을 바꿀 수 있으며, 의태재는 단순히 모양만 바뀌는 것이 아니라 질감 등도 실제와 거의 구별하기 불가능하다. 여기에 기반하여 국방성이 의태 장갑을 개발하나, 공사는 정부 몰래 개발을 계속하여 군부보다 훨씬 더 뛰어난 의태재를 소유하게 된다.
다이달로스
삼림화 촉진을 위해 정부가 심은, 유전자 조작이 가해진 식물. 이산화탄소 흡수율이 높고 번식력이 강하여 엄청난 속도로 자란다. 열원을 발견하면 총알처럼 목표를 향해 씨앗을 발사한다. 씨앗을 뱉어낼 때 열이 발생하는데, 이때 산소 대신 질소 산화물(NOx)을 뿜어내어 환경을 오염시키는 원흉이 된다.

## 애니메이션
2009년 4월 5일부터 방영이 시작되었다.

### 스태프
- 감독: 벳쇼 마코토
- 시리즈 구성: 오오노기 히로시
- 캐릭터 디자인: 무라타 렌지
- 애니메이션 캐릭터 디자인/총작화 감독: 이시이 구미
- 메카닉 디자인: 사야마 요시노리, 가타가이 후미히로, 가와하라 도모히로
- 디자인 웍스: 구사나기 다쿠히토, 이이다 우마노스케
- 미술감독: 이케다 시게미
- 미술 디자인: 사토 하지메
- 크리에이티브 슈퍼바이저: 다케나카 신고
- 크리에이티브 프로듀서: 모리 다케시
- 색채설정: 미쓰가사 오사무
- 촬영감독: 사토 가쓰후미
- 음향감독: 쓰루오카 요타
- 음악: 쿠로이시 히토미
- 프로듀서: 이마모토 다카시, 고지마 쓰토무, 다케치 쓰네오, 하라다 유카, 고미나토 요시후미
- 애니메이션 제작: GONZO
- 제작: 샹그리라 제작위원회

### 주제가
오프닝 테마 〈그대여 죽지 마오〉(キミシニタモウコトナカレ)
작사: 이와사토 유호
작곡/편곡: 혼마 아키미쓰
노래: May'n
엔딩 테마 1 〈시작의 아침에 빛이 있으리〉(はじまりの朝に光あれ。)
작사/작곡/편곡: 쿠로이시 히토미
노래: midori
엔딩 테마 2 〈달로 숨은 나비의 꿈〉(月に隠せし蝶の夢)
작사/작곡/편곡: 쿠로이시 히토미
노래: midori

### 방영 목록
| 회수  | 제목     | 번역            |
| ----- | -------- | --------------- |
| 제1화 | 少女帰還 | 소녀 귀환       |
| 제2화 | 池袋呪海 | 이케부쿠로 주해 |
| 제3화 | 天地層造 | 천지층조        |
| 제4화 | 超秋葉原 | 초아키하바라    |
| 제5화 | 乱心嵐舞 | 난심남무        |
| 제6화 | 虚構戦線 | 허구전선        |
| 제7화 | 悲想恩讐 | 비상은수        |

## 참고 문헌
- 이케가미 에이치. 《샹그리라》. 주식회사 열린책들. ISBN 978-89-329-0765-9 03830 |isbn= 값 확인 필요: length (도움말).

1. ↑  한혜원 (2007년 9월 8일). “한혜원의 펄프픽션: 이케가미 에이이치 ‘샹그리라’”. 동아일보. 2009년 5월 11일에 확인함.
2. ↑  성 정체성이 여자에 가까운 남자를 뜻하며, 여기서는 트랜스젠더 또는 뉴하프와 같은 뜻이다.